# Scapicephalus rosulatus
Scapicephalus es un género monotípico de plantas con flores perteneciente a la familia Boraginaceae. Su única especie es: Scapicephalus rosulatus.

## Taxonomía
Scapicephalus rosulatus fue descrito por Ovcz. & Czukav. y publicado en Dokl. Akad. Nauk Tadzh. SSR 17(9): 65 (1974).
Sinonimia
- Pseudomertensia rosulata Ovcz. & Czukav.